# Éric II Björnsson
Pour les articles homonymes, voir Björnsson.
Éric II Björnsson co-roi de Suède au IXe siècle. 
Eric Björnsson est considéré comme le fils aîné et successeur de Björn Ier. Selon la  liste des «  descendants d'Angantyr, l'ancêtre des rois des Danois et des Suédois » détaillés par la Saga de Hervor et du roi Heidrekr, il règne « peu de temps » sur la Suède après la mort de son père pendant que son frère Refil Björnsson devient un « seigneur de la guerre » et un « Roi de la mer ».
À sa mort, il a comme successeur son neveu Éric III Refilsson. Toutefois après la mort de ce dernier, les deux fils d'Eric Björnsson - Anund II d'Upsal et Björn II - règnent conjointement sur la Suède de leur capitale respective d'Upsal et de Haug, fondée par le second.